# Museo de la Tecnología de Espira

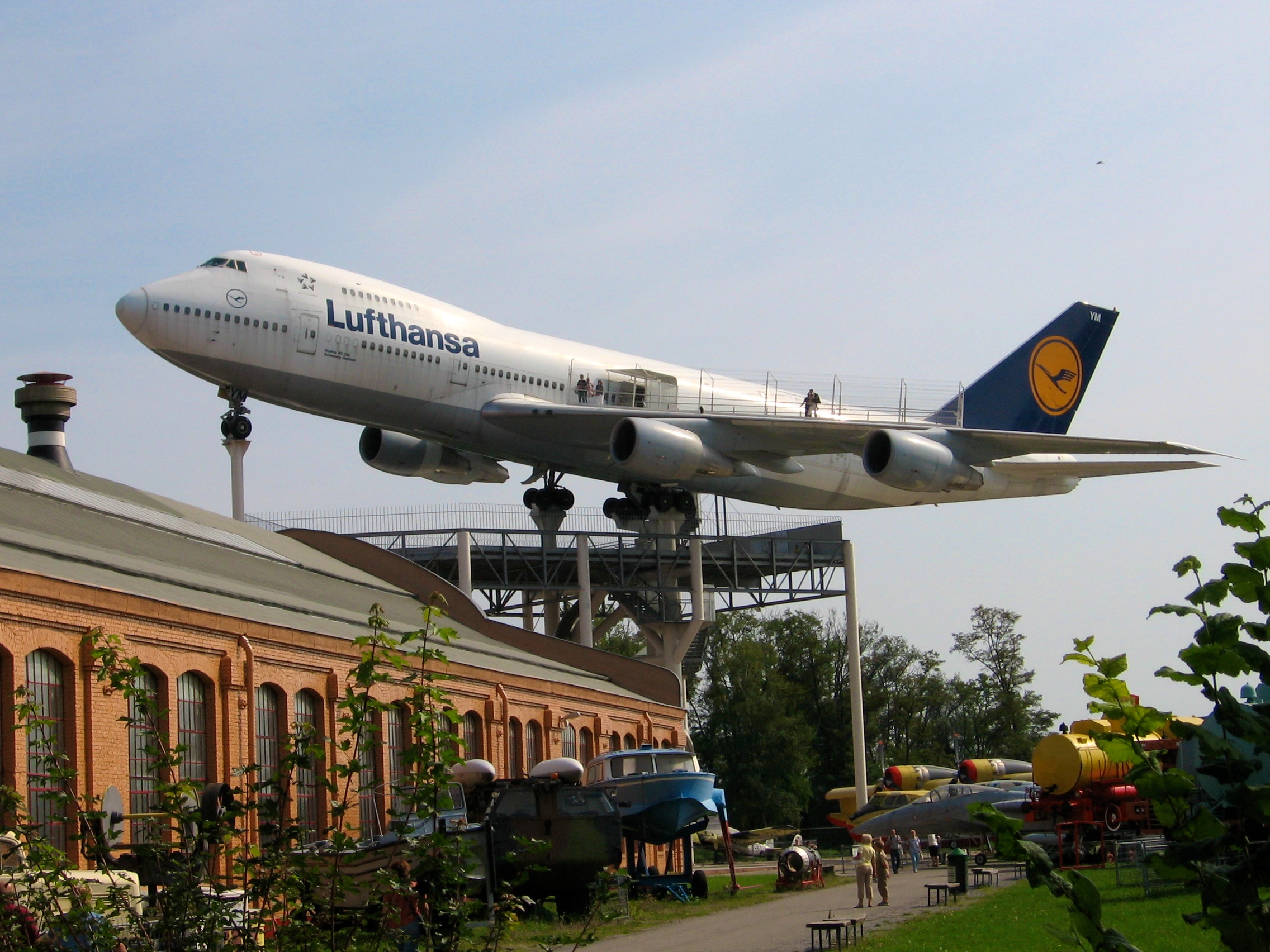
Boeing 747-200 con el registro D-ABYM de Lufthansa

El Museo de la Tecnología de Espira (en alemán, Technik Museum Speyer) está ubicado cerca del centro de la ciudad de Speyer en el aeródromo de Speyer.
Desde principios de la década de 1990, ha estado presentando una gran cantidad de construcciones técnicas parcialmente especiales a partir de la construcción de vehículos y aviones en un área de salón de 25,000 metros cuadrados y 100,000 metros cuadrados de espacio abierto. También hay una casa marina y un museo de construcción de modelos, así como un cine IMAX con una pantalla en forma de cúpula de 24 metros de diámetro con un área de proyección de aproximadamente 1000 metros cuadrados en los terrenos del museo. En el foro del museo, los visitantes pueden conocer de forma gratuita los transportes de algunos objetos grandes de exhibición al Technik Museum Speyer y al Technik Museum Sinsheim.
El patrocinador es la asociación sin fines de lucro Auto & Technik Museum con más de 2000 miembros. El director y la principal fuerza impulsora de la fuerte expansión del museo es el empresario Hermann Layher, hijo del fundador Eberhard Layher.
El museo está conectado a la estación central de Speyer por el servicio de transporte de la ciudad. Existe un boleto combinado para el área de la asociación de transporte Rhein-Neckar.

## Historia
Dado que no había espacio para la expansión en el Auto- und Technikmuseum Sinsheim, la asociación Auto & Technik Museum fundó una segunda área de exhibición en las instalaciones del Technikmuseum Speyer a fines de la década de 1990. El museo de tecnología fue inaugurado en 1991.
En 1993, el submarino U 9 de la Bundeswehr alemana llegó al área de exhibición. En el mismo año, se abrió un museo naval en el antiguo taller del museo.
Para el creciente número de visitantes, el Museo Hotel am Technik se construyó hasta 1995, que tuvo que ampliarse en 1997, 1999 y 2000.
En 1997, comenzó la conversión del edificio administrativo de Pfalz-Flugzeugwerke a Wilhelmsbau del museo. La renovación se completó en 2000. En el mismo año, se presentó la locomotora de vapor china Qian Jin en las instalaciones del museo y se abrió el complejo de cines del IMAX DOME.

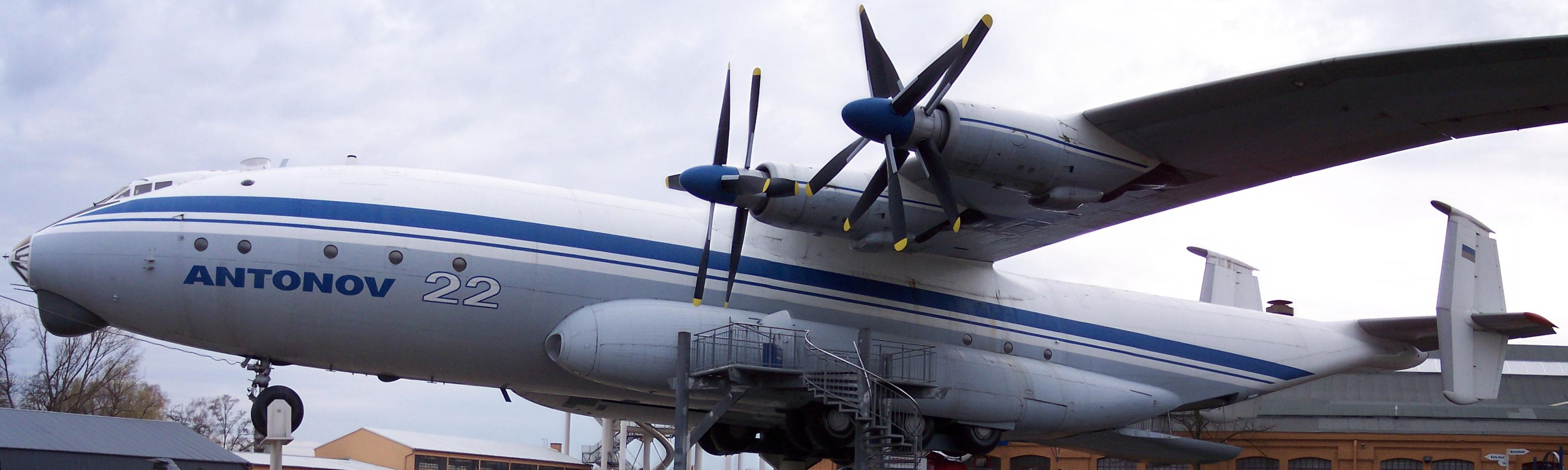
Antonow An-22

En 1999, el avión de transporte Antonov An-22 fue transportado al museo. En 2002, un Boeing 747 ("Jumbo Jet") se montó en posición de vuelo sobre un marco de metal en el museo de tecnología.

## Principales atracciones

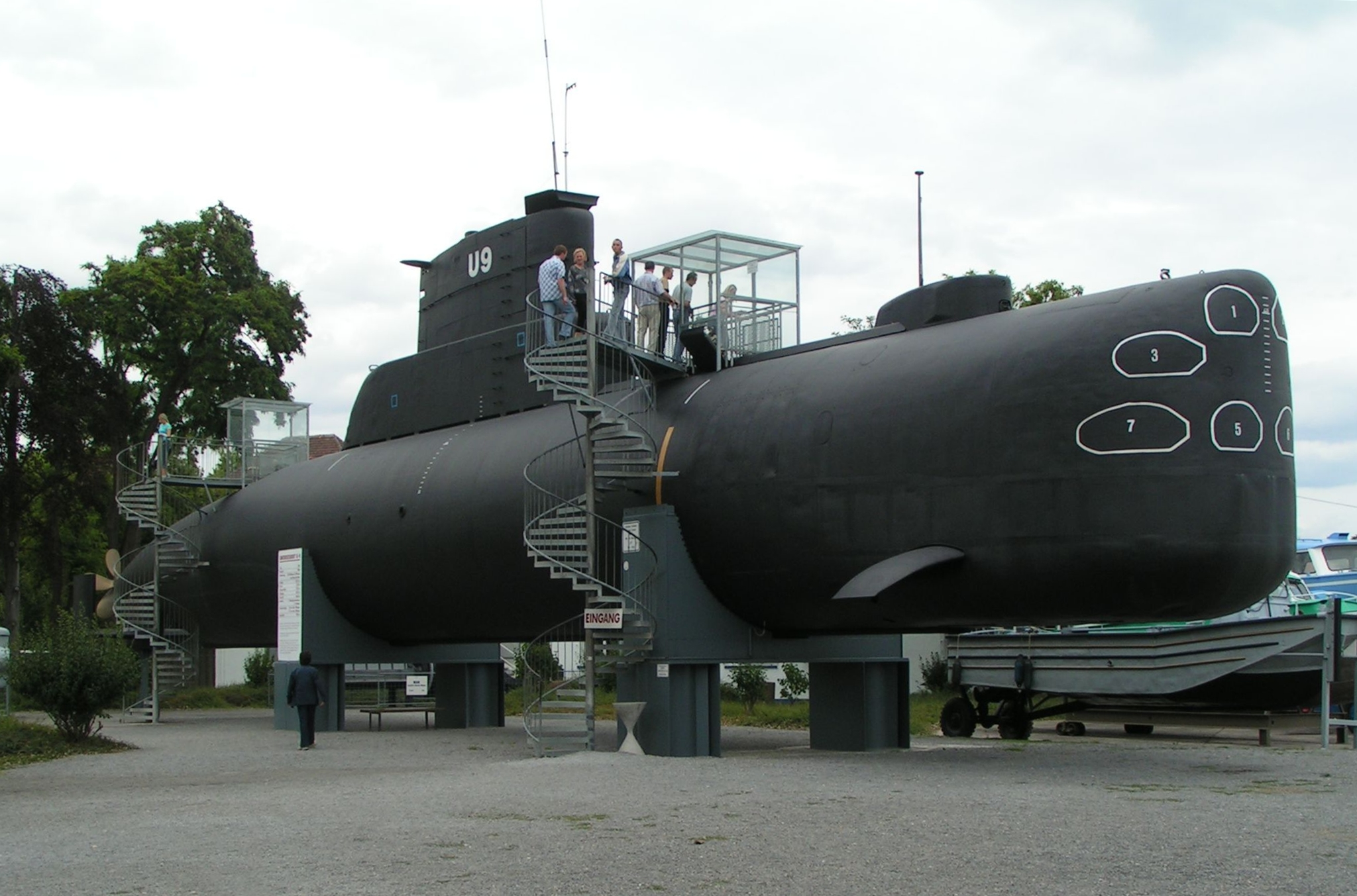
Submarino U 9

Las atracciones principales incluyen el avión impulsado por hélice producido en serie más grande del mundo, el Antonov An-22, el submarino U9 de la Armada alemana, el orbitador ruso Burán y un Boeing 747-200 con el registro D-ABYM de Lufthansa que es accesible como su ala izquierda. Desde el jumbo montado en un marco de 20 metros de altura, se tiene una buena visión general del sitio del museo y la ciudad vecina de Speyer. Casi todas las exhibiciones también se pueden ver desde el interior.